# Alain Rey
Alain Rey (n. 30 august 1928, la Pont-du-Château, Auvergne, Franța – d. 28 octombrie 2020, la Paris) a fost un lingvist și lexicograf francez. A fost redactorul șef al publicațiilor Casei de Editură Le Robert.
Alain Rey este un fin observator al evoluției limbii franceze. Incarnează, după exemplul lui Robert, o limbă franceză modernă, fără să ezite să includă în dicționarele sale limbajul verlan sau regionalisme.

## Biografie
Alain Rey s-a născut la Pont-du-Château, la 30 august 1928.
După studii de științe politice, de litere și de istoria artei, la Sorbona, și-a îndeplinit îndatoririle militare într-un regiment din Tunisia.
Instalat în Algeria, a răspuns, în 1952, unui mic anunț al lui Paul Robert, care căuta un lingvist pentru a face un dicționar. Astfel, Alain Rey a devenit primul colaborator al lui Paul Robert, pentru Dictionnaire alphabétique et analogique.
În această perioadă, o întâlnește pe Josette Debove, care lucrează în aceeași echipă. Cei doi se căsătoresc în 1954.
În 1964, scoate primul dicționar Le Robert, urmat de Le Petit Robert, în 1967.
Alain Rey redactează și conduce apoi diferitele dicționare ale editurii Robert: Le Petit Robert (1967), Micro Robert, Le Petit Robert des noms propres (1974), Dictionnaire des expressions et locutions (1979), Grand Robert de la langue française în 9 volume (1985), Nouveau Petit Robert de la langue française (1993), și Dictionnaire historique de la langue française (1992). În 2005, el publică Dictionnaire culturel en langue française. Această „Reyvoluție” culturală le-a cerut autorilor acestei lucrări mulți ani de muncă. 
Cu grija democratizării, își împărtășește pasiune în Mass Media. Între 1993 și 2006, încheie emisiunea matinală a postului de radio France Inter, printr-o cronică pe care o denumește Le mot de la fin, în care decortichează vocabulele limbii, plăcându-i deseori să trateze politica sub ochiul său anarhist. Este dat la o parte, în toamna lui 2006. Pentru mulți, este semnul unei dorințe a conducerii postului de radio de reîntinerire a emisiunilor, dar pentru alții este poate și nevoia de netezire a conexiunilor. Ultima sa cronică, din 29 iunie 2006, era consacrată cuvântului „salut”.
Între 2004 și 2005, Alain Rey prezintă și o cronică Démo des Mots, după jurnalul de la ora 20, la postul de televiziune France 2, în care explică originea, evoluția și derivatele cuvintelor legate de bani.
Soția sa, Josette Rey-Debove, a decedat în Senegal, la 22 februarie 2005.
Din septembrie 2007, participă la emisiunea săptămânală a lui Laurent Baffie, la postul Europe 1, duminica dimineața.
Alain Rey a murit la Paris, la 28 octombrie 2020.

## Lucrări
- Littré, l’humaniste et les mots, 1970
- La Lexicologie : Lectures, 1970
- Théories du signe et du sens, tomes 1 (1973) et 2 (1976)
- Le Lexique : Images et modèles, 1977
- Les Spectres de la bande, essai sur la BD, 1978
- Noms et notions : la terminologie - Que sais-je ?, 1979 et 1992
- Le Théâtre (avec Daniel Couty), 1980
- Encyclopédies et dictionnaires - Que sais-je ?, 1982
- Révolution, histoire d’un mot, 1989
- Le reveil-mots, 1998
- Des mots magiques, 2003
- À mots découverts, 2006
- Antoine Furetière : Un précurseur des Lumières sous Louis XIV, 2006
- Mille ans de langue française. Histoire d'une passion, Perrin, 2007
- L’amour du français : contre les puristes et autres censeurs de la langue, Denoël, 2007
- Miroirs du monde : une histoire de l'encyclopédisme, Fayard, 2007
- Lexi-com'. Tome 1, De Bravitude à Bling-Bling, Fayard, 2008.
- Le français : Une langue qui défie les siècles, col. „Découvertes Gallimard” (nº 537), Paris: Gallimard, 2008.
- L’Esprit des Mots, PURH, 2009
- Préface (Prefață la cartea lui Giovanni Dotoli), Traduire en français du Moyen Âge au XXIe siècle, Éditions Hermann, 2010.
- Dictionnaire amoureux des dictionnaires, Plon, 2011
- La Langue sous le joug, PURH, 2011
- Au cœur du luxe, les mots, éditions Dar An-Nahar, 2011 (hors commerce).
- Trop fort, les mots!, ill. par Zelda Zonk, Milan, 2012
- Dictionnaire amoureux du diable, Plon, 2013
- Des pensées et des mots, coll. Vertige de la langue, éd. Hermann, 2013.
- Le voyage des mots: de l'Orient arabe et persan vers la langue française, 2013.

## Citate
- „On croit que l'on maîtrise les mots, mais ce sont les mots qui nous maîtrisent”[12].
- „Le langage ne sert pas uniquement à s'exprimer, il sert aussi à mentir, à influencer, à se faire valoir”[13].

## Cinstirea lui Alain Rey
- Ministrul culturii și al comunicației din Franța i-a decernat, în 2005, titlul de comandor al Ordre des Arts et des Lettres[4].
- Alain Rey a fost făcut de către consiliul municipal al Pont-du-Château, în unanimitate, cetățean de onoare al orașului natal, la 23 noiembrie 2007, iar biblioteca comunitară a primit numele lui Alain Rey[14], la 24 noiembrie 2007, în prezența acestuia.